# Dióxido de manganês
O dióxido de manganês ou óxido de manganês(IV) é um composto químico (fórmula química MnO2), conhecido e disponível na natureza como o mineral pirolusita, é o óxido mais importante do manganês, mas não o mais estável. Seu peso molecular é de 86,938 g/mol.

## Usos
Utiliza-se em pinturas e vernizes para pintar cristais e cerâmica, na obtenção laboratorial de cloro, iodo, oxigênio e como despolarizador em pilhas secas.
É utilizado na produção de permanganatos (MnO4–) especialmente o permanganato de potássio (KMnO4).

### Em síntese orgânica
É usado extensivamente como um agende oxidante em síntese orgânica. A efetividade do reagente depende do método de preparação, um problema que é típico para outros reagentes heterogêneos onde a área da superfície de contato, entre outras variáveis, é um fator significativo. A pirolusita mineral comporta-se como um reagente pouco ativo. Usualmente, entretanto, o reagente é gerado por tratamento de uma solução aquosa de KMnO4 com um sal de Mn (II), tipicamente o sulfato a vários pH's.
Como exemplo predominantemente do uso como oxidante, temos a oxidação de álcoois alifáticos aos correspondentes aldeídos:
cis-RCH=CHCH2OH + MnO2 → cis-RCH=CHCHO + "MnO" + H2O
A configuração da ligação dupla é conservada na reação. Os correspondentes álcoois acetilênicos são também substratos apropriados, embora os aldeídos propargílicos resultantes podem ser completamente reativos. Álcool benzílico e mesmo álcoois não ativados são também bons substratos. 1,2-Dióis são modificados por MnO2 a dialdeídos ou dicetonas. Assim, as aplicações de MnO2 em síntese são numerosas, sendo aplicáveis a muitos tipos de reações incluindo oxidação de aminas, aromatização, acoplamento oxidativo, e oxidação de tióis.

## Usos diversos
Alguns exemplos de uso do MnO2 são:
- MnO2 é usado como um catalisador na preparação laboratorial clássica de oxigênio do clorato de potássio. Uma mistura de clorato de potássio e dióxido de manganês é aquecido em um frasco de vidro resistente e o oxigênio é coletado sob água.
- MnO2 é usado em combinação com antracita, areia, e cascalho em plantas de tratamento de água industrial.
- Dióxido de manganês também catalisa a decomposição de peróxido de hidrogênio a oxigênio e água:

2 H2O2(aq) → O2(g) + 2 H2O(l)
- Químicos britânicos do século XVIII referiam-se a MnO2 simplesmente como manganês. Manganês elementar era conhecido como um regulus de manganês.
- Antigos pintores em cavernas usaram MnO2 como um pigmento preto ou marrom.
- MnO2 foi usado para a produção de cloro no século XVIII, antes de ser disponível pelos métodos eletrolíticos. O dióxido de manganês foi redescoberto subsequentemente pelo processo Weldon.
- Os fabricantes primordiais de vidro usaram MnO2 para remover o tom azul-esverdeado do vidro, ou para adicionar uma coloração rósea ou purpúrea.